# Віздом (альбатрос)

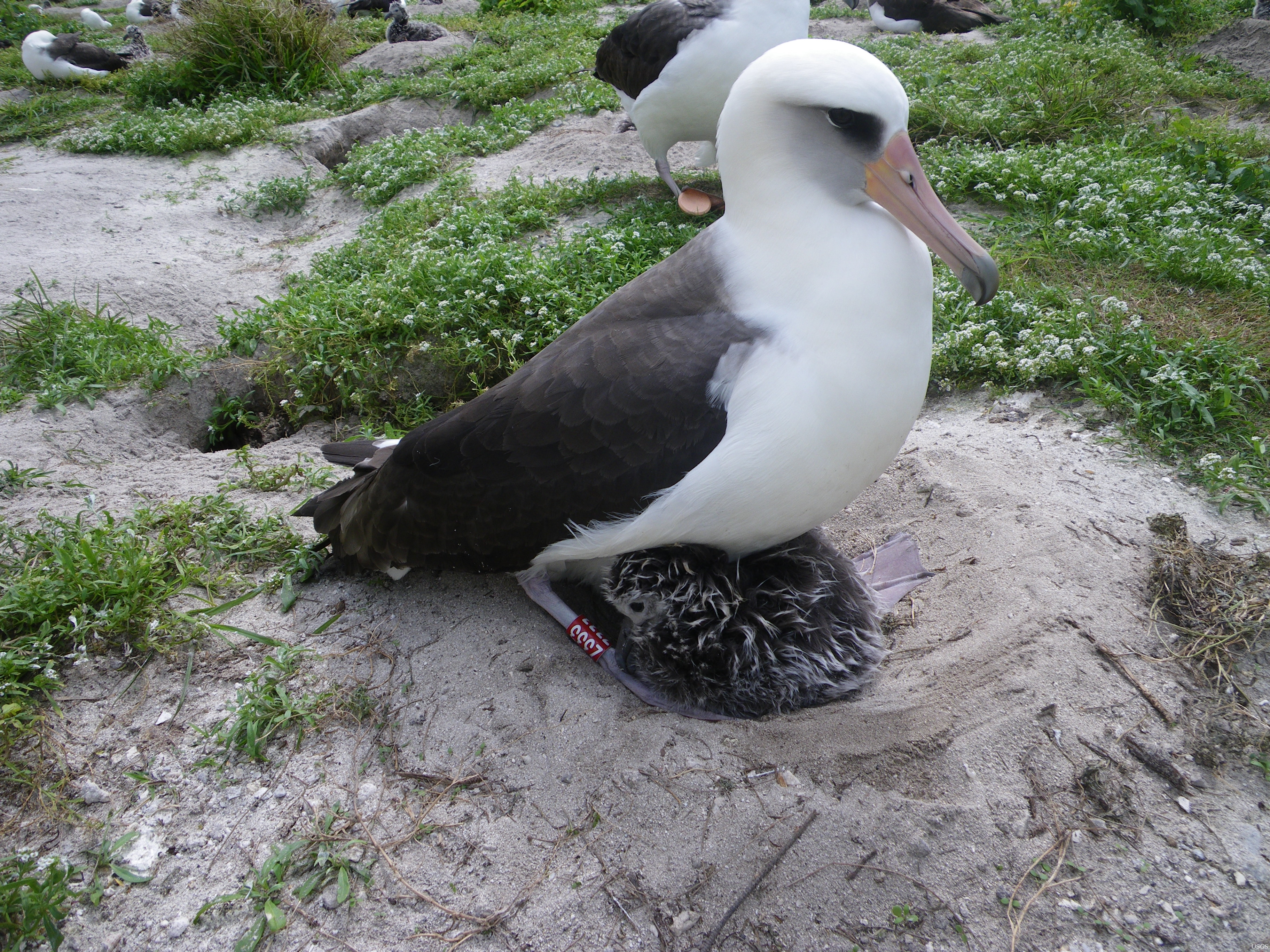
Віздом з власним пташеням у березні 2011 року

Віздом (англ. Wisdom — мудрість) — самка темноспинного альбатроса (Phoebastria immutabilis). Вона є найстарішим диким птахом, вік якого достеменно відомий, а також найстарішим закільцьованим птахом.

## Біографія
Віздом народилася близько 1951 року. У 1956 році вона була спіймана науковцями на атолі Мідвей у північній частині Тихого океану та закільцьована. Її вік було оцінено у 5 років. Альбатроса закільцював американський орнітолог Чандлер Роббінс. Через 46 років, у 2002, Роббінс знову зустрів Віздом на місці кільцювання у гніздовий період. З того часу за птахом спостерігають щороку. З огляду на поважний вік, птах отримав ім'я «Wisdom» («Мудрість»). Чандлер Роббінс пішов з життя у 2017 у віці 98 років. Темноспинні альбатроси є моногамами і щороку відкладають по одному яйцю. Відомо, що з 2006 року Віздом щороку розпочинала гніздування та відкладала по одному яйцю, з якого успішно вилуплювалися пташенята. Протягом останніх років її незмінним партнером був самець, на ім'я Akeakamaiare (що у перекладі означає «любитель мудрості»). У грудні 2017 року Віздом знову повернулася до свого місця гніздування та у віці 67 років відклала яйце, з якого наприкінці лютого 2018 вилупилося пташеня. У 2018 році птах повернувся на місце гніздування 29 листопада та невдовзі відклав 2 яйця. Це унікальний зафіксований випадок тривалості життя птахів у природі та успішного розмноження у такому віці.

## Значення
Віздом є найстарішим птахом за всю історію застосування методу кільцювання. Фото цього альбатроса розміщували на обкладинках провідні світові інформаційні ресурси — The Guardian, National Geographic, Discovery News.